# 格利澤232
格利泽232是一顆位於雙子座附近的紅矮星，距離地球約27.7光年。